# お段

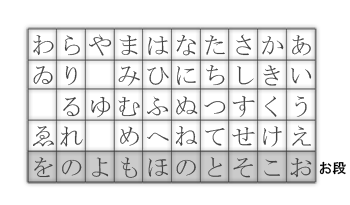
お段在五十音圖中的位置。

是指在日語五十音圖中最底層的一列（第五段）。中所有的假名發音均含有母音中后圆唇元音/o̞/，包括、和等十個假名。
 -  -  -  - 